# Hiroki Yoshimoto
Hiroki Yoshimoto (吉本大樹 Yoshimoto Hiroki?) (Osaka, Prefectura de Osaka, Japón; 2 de septiembre de 1980) es un piloto automovilismo japonés.
En 1999 participó en la Fórmula Júnior Japonesa 1600, luego para 2000 y 2001 pasa a las categorías Fórmula Toyota y F1 1800 coreana. En 2001 también participó en dos carreras de la Fórmula 3 japonesa con el equipo Yellow Hat. Al año siguiente participó en todas las carreras del campeonato japonés de F3 con el equipo Now logrando una victoria y una pole position además de dos podios, terminó 8.º en el campeonato. Para 2003 siguió en la misma categoría con el mismo equipo terminando 10.º.
Participó en la GP2 Series en su primera temporada para la escudería BCN Competición junto al venezolano Ernesto Viso. Yoshimoto logró un podio y acumuló 14 puntos que lo dejaron en el 16.º lugar del campeonato. Para la temporada 2006 compitió nuevamente en BCN, esta vez con Luca Filippi y Timo Glock, logró un podio y 12 puntos finales para terminar en el puesto 15.º en esa temporada. Desde 2007 participa en la máxima categoría japonesa de monoplazas, la Fórmula Nippon con el equipo SG 5ZIGEN.

## Resultados

### GP2 Series
(Clave) (negrita indica pole position) (cursiva indica vuelta rápida puntuable)

| Año  | Escudería       | 1   | 1   | 2   | 2   | 3   | 3   | 4   | 4   | 5   | 5   | 6   | 6   | 7   | 7   | 8   | 8   | 9   | 9   | 10  | 10  | 11  | 11  | 12  | 12  | Pos. | Puntos | Ref.  |
| ---- | --------------- | --- | --- | --- | --- | --- | --- | --- | --- | --- | --- | --- | --- | --- | --- | --- | --- | --- | --- | --- | --- | --- | --- | --- | --- | ---- | ------ | ----- |
| 2005 | BCN Competición | IMO | IMO | BAR | BAR | MON | MON | NÜR | NÜR | MAG | MAG | SIL | SIL | HOC | HOC | BUD | BUD | EST | EST | MNZ | MNZ | SPA | SPA | SAK | SAK | 16.º | 14     | [ 1 ] |
| 2005 | BCN Competición | Ret | 9   | Ret | 17  | DNS | DNS | 11  | Ret | 6   | 2   | 13  | Ret | 12  | Ret | 13  | 17  | 8   | 10  | 10  | 16  | Ret | 17  | 7   | 6   | 16.º | 14     | [ 1 ] |
| 2006 | BCN Competición | VAL | VAL | IMO | IMO | NÜR | NÜR | BAR | BAR | MON | MON | SIL | SIL | MAG | MAG | HOC | HOC | BUD | BUD | EST | EST | MNZ | MNZ |     |     | 15.º | 12     | [ 2 ] |
| 2006 | BCN Competición | Ret | 12  | 8   | 3   | 8   | 4   | Ret | Ret | Ret | Ret | Ret | 18† | 9   | Ret | 23† | Ret | Ret | Ret | Ret | 19  | 8   | 5   |     |     | 15.º | 12     | [ 2 ] |

### GP2 Asia Series
(Clave) (negrita indica pole position) (cursiva indica vuelta rápida puntuable)

| Año     | Escudería            | 1    | 1    | 2   | 2   | 3    | 3    | 4   | 4   | 5    | 5    | 6    | 6    | Pos. | Puntos | Ref.  |
| ------- | -------------------- | ---- | ---- | --- | --- | ---- | ---- | --- | --- | ---- | ---- | ---- | ---- | ---- | ------ | ----- |
| 2008    | My Qi-Meritus Mahara | YMC1 | YMC1 | SEN | SEN | KUA  | KUA  | SAK | SAK | YMC2 | YMC2 |      |      | 10.º | 13     | [ 3 ] |
| 2008    | My Qi-Meritus Mahara | 6    | 4    | Ret | 20  | Ret  | 10   | 12  | 4   | 5    | 13   |      |      | 10.º | 13     | [ 3 ] |
| 2008-09 | BCN Competición      | SHA  | SHA  | DUB | DUB | SAK1 | SAK1 | LOS | LOS | KUA  | KUA  | SAK2 | SAK2 | 24.º | 0      | [ 4 ] |
| 2008-09 | BCN Competición      | Ret  | 8    |     |     |      |      |     |     |      |      |      |      | 24.º | 0      | [ 4 ] |